# نورسک

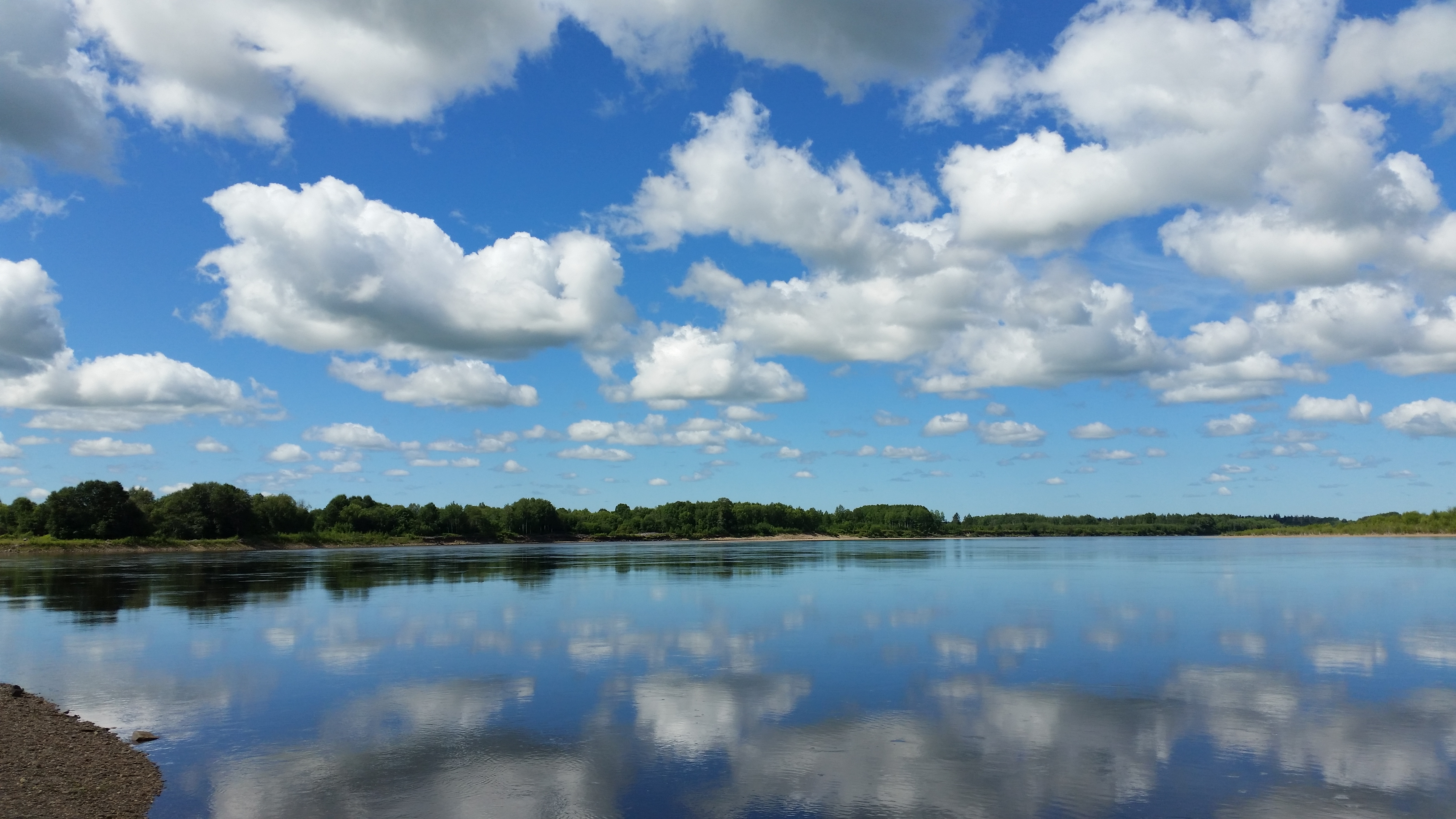
نمایی از منطقهٔ مسکونی نورسک در روسیه - ۲۰۱۵

نورسک (به لاتین: Norsk) یک منطقهٔ مسکونی در روسیه است که در استان آمور واقع شده‌است.